# Spyder (programari)
Spyder (abans anomenat Pydee) és un entorn integrat de desenvolupament per al llenguatge de programació Python. Té capacitat multi-plataforma i està dissenyat per la programació científica. Integra llibreries Python útils per la recerca científica com ara NumPy, SciPy, Matplotlib i IPython, així com altres recursos de codi lliure. Spyder és extensible mitjançant plugins,
Es basa en la plataforma Qt ja sigui directament o a través de les llibreries PyQt or PySide. A partir de la versió 2.3 ja dona suport tant a la versió 2.7 de Python com a les noves versions com la 3.4. La versió estable actual és la 3.0.2, publicada el 20 de novembre de 2016.